# 何名儒
何名儒，福建云霄人，清朝政治人物。同進士出身。
道光十六年（1836年），登丙申恩科三甲進士，钦点山西即用县。